# جين فئة ثانية (ii)

تمثيل تخطيطي ل MHC الفئة الثانية

الجين من الفئة الثانية (بالإنجليزية: Class II gene)‏ هو نوع من الجينات الذي يحمل الشيفرة الخاصة ببناء البروتين. يتم نسخ جينات الفئة الثانية بواسطة إنزيم بلمرة ار ان ايه من الفئة الثانية (RNA Polumarase II).
تحتوي جينات الفئة الثانية على البروموتار (المحفز) التي قد يحتوي على تسلسل صندوقTATA للدي ان اي. يتطلب النسخ الأساسي لجينات الصنف الثاني تكوين معقد ما قبل الولادة. يتم نسخها بواسطة انزيم بلمرة ار ان ايه من النوع الثاني RNA polymerase II، تشمل كلاً من إنترون وإكسون ، وكود لـسلسلة عديد الببتيد polypeptide.
تعتبر جينات الفئة الثانية من معقد التوافق النسيجي الكبير (MHC) مهمة في الاستجابة المناعية.يوجد معقد التوافق النسيجي الرئيسي الكبير MHC) II ) في الخلايا المقدمة للمستضد (APCs)، ووظائفه لتقديم البروتينات الخارجية إلى كتلة التمايزCD4 الخاص بالخلايا التائية . وبالتالي يلعب معقد التوافق النسيجي الرئيسي الكبير MHC) II ) دورًا مهمًا في تنشيط جهاز المناعة للاستجابة للممرضات خارج الخلية عن طريق كتلة التمايزCD4 الخاص بالخلايا التائية.يتم التعبير عن جزيئات معقد التوافق النسيجي الكبير (MHC) من الفئة الثانية بشكل مختلف عبر أنواع متعددة من الخلايا. على سبيل المثال، يتم التعبير عن جزيئات معقد التوافق النسيجي الكبير (MHC) من النوع الثاني تأسيسيًا في الخلايا الظهارية للغدة الصعترية والخلايا المقدمة للمستضد (APC's)، في حين أنها تخضع لتعبير من نوع interferon-γ في أنواع الخلايا الأخرى. العامل الأساسي لتنظيم ملف تعريف التعبير الجيني المعقد الذي أظهرته جزيئات MHC من الفئة الثانية هو عامل تنظيمي رئيسي واحد يعرف باسم معاملات الفئة الثانية (CIITA).
CIITA هومساعد مُنشط غير مرتبط بالحمض النووي، ويتم التحكم في تعبيره بإحكام بواسطة منطقة تنظيمية تحتوي على ثلاثة مروجين مستقلين (pI و pIII وpIV).